# Fair Game (Zvezdna vrata SG-1)
Fair Game je naslov epizode znanstveno-fantastične serije Zvezdna vrata, v kateri Thor pove O'Neillu, da nameravajo goa'uldski lordi napasti Zemljo. Thor je pripravljen voditi mirovne pogovore. Sestanka se udeležijo trije lordi, med njimi je Oziris, ki je odgovoren za smrt Teal'covega očeta. Trojica lordov se sprva strinja z mirovnim predlogom, toda incident med Teal'com in Ozirisom ogrozi diplomatski dogovor.